# Ащису (Алматинская область)
Ащису (каз. Ащысу) — село в Жамбылском районе Алматинской области Казахстана. Административный центр и единственный населённый пункт Сарытаукумского сельского округа. Код КАТО — 194261100.

## Население
В 1999 году население села составляло 621 человек (327 мужчин и 294 женщины). По данным переписи 2009 года, в селе проживало 340 человек (173 мужчины и 167 женщин).